# 綱本将也
綱本 将也（つなもと まさや、1973年9月25日 - ）は、日本の漫画原作者。東京都出身。

## 来歴・人物
デビュー作は2002年に『モーニング』（講談社）に掲載された、元アトランタ五輪代表の苦悩と復活を描いた『U-31』。およそ2年半の掲載ではあったが、そのリアルな描写で一部のサッカーファンから反響を得た（特に作品の舞台モデルとなったジェフユナイテッド市原・千葉（以下「ジェフ千葉」）のサポーターの反響が大きい。また綱本自身も千葉サポーターである）。
その後も、主にサッカーを題材とした作品の原作を手がけ、『マガジンSPECIAL』での『Goal Den Age』を経て、古巣の『モーニング』で『GIANT KILLING』を掲載している。
また、若い頃は馬券で生計を立てていたほどの競馬ファンであり、『ヤングチャンピオン』（秋田書店）にて、日高地方出身の競走馬を描いた漫画『スピーディワンダー』を2010年から2016年まで連載した。また、競馬予想コラムも併せて連載している。
2011年から2012年にかけてFC町田ゼルビアのスポンサーを務めていたほか、2014年時点でジェフ千葉のスポンサーであった（スポンサー名義はいずれも「綱本牧場」）。あくまでジェフサポーターとしての立場を優先するため、ジェフとゼルビアが直接対決する場合にはゼルビアのスポンサードは中止していた。なお2017年現在はジェフ千葉のスポンサーからも姿を消している。

## 主な作品・連載

### 漫画
- U-31（作画：吉原基貴、『モーニング』連載）
- Goal Den Age（作画：高岡永生、『マガジンSPECIAL』連載）
- GIANT KILLING（作画：ツジトモ、『モーニング』連載）
- スピーディワンダー（作画：山根章裕、『ヤングチャンピオン』連載）
- ボール・ミーツ・ガール（作画：たまきちひろ、『ジャンプ改』連載）
- ゆかりちゃん（作画：結布、『ジャンプLIVE』・『少年ジャンプ+』連載）
- 日曜日の沈黙（作画：山根章裕、『Umabi』連載）
- Mr.CB ミスターシービー（作画：谷嶋イサオ、『ヤングチャンピオン』連載）
- ATLANTA 1996（作画：谷嶋イサオ、『別冊ヤングチャンピオン』連載）

### 雑誌
- サッカー批評 『ゴール裏センチメンタル合唱団』